# Канцлер (миннезингер)
Канцлер (нем. Kanzler) — немецкий миннезингер XIII века.

## Биография
Происходил из Верхней Германии, не был дворянского происхождения, был лишь, возможно, земляком. Современник и единомышленник Эсслингена.
Поэт много жаловался на других миннезингеров и своих советников.

## Творчество
Автор многих песен. Его творчество не повлияло на миннезанг, не оказало большое влияние. Почти все песни Канцлера посвящены одной теме: сначало созерцание сезона, затем — о наилучших женщинах.
В некоторых стихах Канцлера заметны учёные строфы из-за влияния Эсслингена.

## Научная деятельность
Канцлер не был исследователем или учёным, но зато он продвигал школы и гимназии, пропогандиравал учёбу. В его песнях встречаются слова, которые говорят об обязательности изучения предметов.